# Quiéreme aunque te duela
Quiéreme aunque te duela es el cuarto disco de la cantante española Luz Casal, puesto a la venta en 1987.

## Temas
1. Quiéreme aunque te duela - 4:11
2. Qué rabia - 3:56
3. El orangután - 3:41
4. Lejos de ti - 3:50
5. Me tiran de las manos - 3:40
6. Un día marrón - 4:34
7. A cada paso - 4:41
8. 444 (de lejos) - 4:52
9. Mientras tanto (afuera empieza a llover) - 4:41

## Sencillos
- "Quiéreme aunque te duela"
- "Un día marrón"
- "Qué rabia"
- "A cada paso"

- Datos: Q6095473